# Sofia Albertine de Erbach-Erbach
Sophia Albertine, Contesă de Erbach-Erbach (30 iulie 1683 – 4 septembrie 1742) a fost contesă de Erbach-Erbach prin naștere și Ducesă de Saxa-Hildburghausen prin căsătorie. Din 1724 până în 1728 a fost regentă în timpul minoratului fiului ei, Ernest Frederic.

## Biografie
Sophia Albertine a fost fiica cea mică a contelui Georg Ludwig I de Erbach-Erbach (1643–1693) și a soției acestuia, contesa Amalia Katharina de Waldeck-Eisenberg (1640–1697). 

### Căsătorie și copii
La Erbach, la 4 februarie 1704, Sophia Albertine s-a căsătorit cu Prințul Ernest Frederick, fiul cel mare al Ducelui Ernest de Saxa-Hildburghausen. Cuplul a avut 14 copii:
1. Ernst Ludwig Hollandinus (n. 24 noiembrie 1704, Hildburghausen – d. 26 noiembrie 1704, Hildburghausen)
2. Sophie Amalie Elisabeth (n. 5 octombrie 1705, Hildburghausen – d. 28 februarie 1708, Hildburghausen)
3. Ernst Ludwig (n. 6 februarie 1707, Hildburghausen – d. 17 aprilie 1707, Hildburghausen)
4. Ernest Frederic al II-lea, Duce de Saxa-Hildburghausen (n. 17 decembrie 1707, Hildburghausen – d. 13 august 1745, Hildburghausen)
5. Frederick August (n. 8 mai 1709, Hildburghausen – d. 1710, Hildburghausen)
6. Ludwig Frederick (n. 11 septembrie 1710, Hildburghausen – d. 10 iunie 1759, Nimwegen); s-a căsătorit la 4 mai 1749 cu Christine Luise von Holstein-Plön. Nu au avut copii.
7. fiu (n./d. 2 august 1711, Hildburghausen)
8. fiu (n./d. 24 august 1712, Hildburghausen)
9. Elisabeth Albertine (n. 3 august 1713, Hildburghausen – d. 29 iunie 1761, Neustrelitz); s-a căsătorit 5 mai 1735 cu Karl Ludwig Frederic de Mecklenburg-Strelitz.
10. Emanuel Frederick Karl (b. Hildburghausen, 26 March 1715 – d. 29 June 1718, Hildburghausen)
11. Elisabeth Sophie (n. 13 September 1717, Hildburghausen – d. 14 October 1717, Hildburghausen)
12. fiu (n./d. 17 martie 1719, Hildburghausen)
13. Georg Frederick Wilhelm (n. 15 iulie 1720, Hildburghausen – d. 10 April 1721, Hildburghausen)
14. fiu (n./d. 15 decembrie 1721, Hildburghausen)

Sophia Albertine a fost responsabilă pentru educația copiilor lor, soțul ei fiind devotat vieții de militar în afara țării.
După decesul soțului ei, în 1724, Sophia Albertine a acționat ca regentă pentru fiul ei minor, Ernest Frederic al II-lea. A reușit să reducă datoria națională prin economii și reducerea bugetului. A restrâns foarte mult Curtea iar costisitoarea Gardă a fost dizolvată. Ea a redus numărul de taxe de la 16 până la 8. Într-o încercare de a obține bani, ea a vândut valoroasa bibliotecă ducală.
Soțul ei a vândut districtul Schalkau Ducatului de Saxa-Meiningen în 1723, în scopul de a strânge bani. Ea a considerat această vânzare ca fiind ilegală. Influențată de prințul Joseph de Saxa-Hildburghausen, care era în Hildeburghausen la acea vreme, Sophia Albertina a declarat război Saxa-Meiningen și a ocupat militar Schalkau la 11 iulie anul 1724.
După ce fiul ei a preluat guvernarea în 1728, ea s-a retras la Wittum, unde a murit la 4 septembrie 1742, la 59 de ani.